# Jozef Vaľko
Jozef Vaľko (* 20. května 1949 Sabinov) je slovenský pedagog, bývalý fotbalový útočník a trenér.
Bydlí v Prešově, kde byl od roku 1992 ředitelem DOŠ Prešov (Dievčenská odborná škola Prešov) a později také celého SOUO Prešov (Stredné odborné učilište obchodné Prešov), pod nějž dívčí odborná škola spadá.

## Hráčská kariéra
V ročníku 1966/67 se s dorostenci prešovského Tatranu stal mistrem Slovenska a poté vicemistrem Československa. V československém semifinále proti Bohemians ČKD Praha vstřelil tři ze čtyř prešovských branek při dvou výhrách 2:1. Finále s pražskou Spartou se hrálo také na dvě utkání, která však nerozhodla (0:0 v Praze a 1:1 v Prešově – pravidlo venkovních gólů nebylo uplatněno). Rozhodující třetí duel se hrál na neutrální půdě v Novém Jičíně a přinesl opět remízu 1:1. O vítězi rozhodlo házení mincí, jelikož penaltový rozstřel byl zaveden až roku 1970.
V československé lize hrál za Tatran Prešov, aniž by skóroval. Nastoupil v jediném utkání, které se hrálo v neděli 3. května 1970 v Gottwaldově (dobový název Zlína) a domácí mužstvo TJ Gottwaldov v něm s Prešovem remizovalo 0:0. Hrál také za Spartak Vihorlat Snina.

### Prvoligová bilance
| Ročník          | Zápasy | Góly | Minuty | Klub             |
| --------------- | ------ | ---- | ------ | ---------------- |
| I. liga 1969/70 | 1      | 0    | 66     | TJ Tatran Prešov |
| CELKEM I. LIGA  | 1      | 0    | 66     |                  |

## Trenérská kariéra
Po skončení hráčské kariéry se stal trenérem. Trénoval mj. Spartak Vihorlat Snina.